# 纳尔比耶 (杜省)
纳尔比耶（法語：Narbief）是法国杜省的一个市镇，属于蓬塔利耶区（Pontarlier）勒吕塞县（Le Russey）。该市镇总面积3.47平方公里，2009年时的人口为73人。

## 人口
纳尔比耶人口变化图示